# A Canção de Lisboa
Pour plus de détails, voir Fiche technique et Distribution.
A Canção de Lisboa est un film portugais réalisé par José Cottinelli Telmo, sorti en 1933.
C'est le premier film parlant entièrement produit et réalisé au Portugal, mais le deuxième après A Severa qui était sorti en 1931.

## Fiche technique
- Titre anglais : A Song of Lisbon
- Réalisation : José Cottinelli Telmo
- Lieu de tournage : Lisbonne
- Musique : Raoul Ferrão et Raoul Portela
- Durée : 85 minutes
- Date de sortie : 7 novembre 1933

## Distribution
- Vasco Santana : Vasco Leitão
- Beatriz Costa : Alice
- António Silva : Alfaiate Caetano
- Teresa Gomes : Tia do Vasco
- Sofía Santos : Tia do Vasco
- Alfredo Silva : Sapateiro
- Ana María : Ana da Garcia - Namorada do Carlos
- Manoel de Oliveira : Carlos
- Eduardo Fernandes : Quicas
- Silvestre Alegrim : Criado do retiro
- Manuel Santos Carvalho : Dono do retiro